# 布氏副尼麗魚
布氏副尼麗魚，為輻鰭魚綱鱸形目隆頭魚亞目慈鯛科的其中一種，分布於墨西哥Grijalva河流域，體長可達16.8公分，棲息在平靜的溪流及湖泊，生活習性不明。

## 擴展閱讀
維基物種上的相關：布氏副尼麗魚